# Fibra di basalto
Le fibre di basalto sono fibre molto sottili di basalto, roccia vulcanica composta di plagioclasi, pirosseni e olivine. Esse appartengono alla categoria delle fibre minerali assieme alle fibre di carbonio e alle fibre di vetro ma, rispetto a queste ultime, hanno migliori proprietà meccaniche e fisiche e un costo significativamente inferiore rispetto alle prime.
Le fibre di basalto hanno tipicamente un diametro compreso tra 9 e 13 µm; sono un ottimo sostituto delle fibre di amianto in quanto il loro diametro è molto superiore al limite di respirabilità (circa 5 µm).
Le fibre di basalto sono ottimi isolanti termici e acustici, mantengono le proprietà meccaniche anche ad alte temperature e sono molto stabili chimicamente (sia in ambiente acido, sia alcalino).

## Alcune applicazioni
- tessuti ignifughi nell'industria aerospaziale e automobilistica
- isolanti termici e acustici nei materiali compositi per l'edilizia
- filtri resistenti agli agenti chimici nell'industria chimica (sia acidi che alcalini) e alle alte temperature
- fibre sostitutive dell'amianto
- materiale rinforzante di alcuni compositi utilizzati, ad esempio, nello sport (racchette da tennis, sci)

A differenza delle fibre di carbonio e di aramidiche che presentano una struttura cristallina, le fibre di basalto sono amorfe. Le elevate proprietà meccaniche della fibra di basalto, in confronto a quelle della roccia di basalto, derivano solo dalla loro dimensione micrometrica, come previsto dalla teoria della frattura fragile sviluppata da Griffith.

## Composizione
Il basalto è un miscuglio di ossidi di silicio, alluminio, calcio, magnesio, ferro e, in tracce, di altri elementi. L'esatta composizione chimica della fibra di basalto dipende dal produttore e dalle percentuali in cui le diverse rocce basaltiche sono sciolte in un unico fuso.
I dati in massa percentuale secondo la società Basaltex sono i seguenti:
- SiO2: 52%
- Al2O3: 17%
- CaO: 9%
- MgO: 5%
- Altri componenti

## Produzione
Per produrre la fibra di basalto è necessario portare la roccia oltre la temperatura di fusione ( circa 1˙400 °C ) in modo da garantire una viscosità adeguata per la filatura. Per fare ciò si adopera un fornace di materiale refrattario. Il fuso è quindi estruso attraverso una matrice contenente più boccole in platino -rodio(“Bushing”) per produrre fili continui di basalto. Tali fili sono avvolti su una bobina, operazione che ha anche il compito di stirare le fibre in modo da ridurne il diametro ed aumentarne le proprietà meccaniche. Benché abbastanza simili alle fibre di vetro le fibre di basalto presentano proprietà meccaniche superiori ma richiedono una temperatura più elevata per essere filate, rendendo il processo produttivo più energivoro. Inoltre il vetro, essendo trasparente, garantisce un'uniformità di temperatura in tutto il bagno con il semplice utilizzo di bruciatori a gas che forniscono il calore dall'alto. Il basalto invece, essendo di colore nero, assorbe l'energia nell'infrarosso, riscaldandosi solo superficialmente. Questo determina disomogeneità di temperatura nel bagno ed implica la necessità di scaldare il bagno per molte ore per raggiungere condizioni di equilibrio termico. Attualmente  si è cercato di ovviare a questo problema utilizzando degli elettrodi immersi nel bagno di basalto fuso, impiegando dei forni ad arco.

## Storia
I primi tentativi di produrre fibre di basalto risalgono al 1923, negli Stati Uniti d'America. Dopo la seconda guerra mondiale, le ricerche furono riprese e sviluppate negli U.S.A., in Europa e in Unione Sovietica principalmente per uso militare e aerospaziale.
Dal 1995, anno in cui è stato tolto il segreto militare, le fibre di basalto hanno trovato numerose applicazioni per usi civili. Attualmente i maggiori produttori sono Russia, Cina e Stati Uniti d'America.